# شینجی یاماساکی
شینجی یاماساکی (ژاپنی: 山崎 慎治؛ زادهٔ ۱۷ ژانویهٔ ۱۹۷۲) یک بازیکن فوتبال اهل ژاپن است.
از باشگاه‌هایی که در آن بازی کرده‌است می‌توان به باشگاه فوتبال سرزو اوساکا اشاره کرد.